# Dark Warrior
Dark Warrior ist ein Jazzalbum von Khan Jamal. Die am 30. September 1984 im Sweet Silence Studio in Kopenhagen entstandenen Aufnahmen erschienen bei SteepleChase Records Ende 1984 als Langspielplatte, 1995 als Compact Disc.

## Hintergrund
Khan Jamal nahm sein Album Dark Warrior in Quartettbesetzung mit dem Saxophonisten Charles Tyler, dem Bassisten Johnny Mbizo Dyani und dem Schlagzeuger Leroy Lowe auf. Gemeinsam interpretieren sie sechs von Jamals eigenen Kompositionen sowie „Space Traveller“, das Tyler beisteuerte und Sun Ra gewidmet war. Einen Monat später nahm Jamal ein weiteres Album für SteepleChase in Kopenhagen auf, Three mit Johnny Dyani und Pierre Dørge.

## Titelliste
- Khan Jamal: Dark Warrior (Steeplechase SCCD 31196)[1]

1. Johnny’s In Malmø 7:40
2. Just Us 7:45
3. Principal 7:18
4. Whisper Sweet 6:31
5. Dark Warrior 6:26
6. Hucksterman 6:43
7. Space Traveller (Tyler) 5:15
8. Hucksterman (Take 2) 9:21 (Bonustrack)

Wenn nicht anders vermerkt, stammen die Kompositionen von Khan Jamal.

## Rezeption
Scott Yanow verlieh dem Album in Allmusic vier Sterne und schrieb, dies sei eines der besten SteepleChase-Alben des Vibraphonisten. Khan Jamal passe gut zu dem großartigen Saxophonisten Charles Tyler (der zwischen Alt- und Baritonsaxophon wechselt), dem stets gefühlvoll spielenden Bassisten Johnny Dyani und dem Schlagzeuger Leroy Lowe. Gemeinsam entstehe eine an Klangfarben reiche Musik voller Überraschungen und viel Abwechslung.
Richard Cook und Brian Morton verliehen dem Album in The Penguin Guide to Jazz dreieinhalb Sterne; die Partnerschaft mit Dyani sei für den Vibraphonisten eine enorm fruchtbare gewesen, und Tylers süßsaures Alt und sein herrisches Bariton trage einige faszinierende Facetten zu der Musik bei.